# Jacob Tullin Thams
Jacob Tullin Thams (ur. 7 kwietnia 1898 w Oslo, zm. 27 lipca 1954 tamże) – norweski skoczek narciarski oraz żeglarz, mistrz olimpijski i mistrz świata w skokach narciarskich, a także srebrny medalista olimpijski w żeglarstwie.

## Kariera
W latach 20. XX wieku należał do światowej czołówki skoczków narciarskich. 25 stycznia 1924 podczas igrzysk olimpijskich w Chamonix zdobył złoty medal w skokach narciarskich, wyprzedzając swojego rodaka Narve Bonnę oraz Andersa Haugena. Thams został tym samym pierwszym w historii mistrzem olimpijskim w skokach. Cztery lata później, na igrzyskach w Sankt Moritz w 1928 był faworytem do złotego medalu. Po pierwszej serii zajmował trzecie miejsce za swoimi rodakami: Alfem Andersenem i Sigmundem Ruudem. W drugiej serii, na wniosek ekipy szwajcarskiej, podniesiono rozbieg, mimo protestów ze strony reprezentantów Norwegii oraz USA. Andersen i Ruud wybijali się z progu na stojąco, by nie osiągnąć zbyt dużej prędkości, jednak Thams zignorował niebezpieczeństwo i oddał skok na odległość 73 metrów, 9 metrów dalej niż którykolwiek z jego rywali. Skoku tego jednak nie ustał, przez co zajął ostatecznie 28. miejsce.
W 1926 podczas mistrzostw świata w Lahti zdobył złoty medal na skoczni normalnej. Pozostałe miejsca na podium także zajęli Norwegowie: Thorleif Haug był drugi, a brąz wywalczył Einar Landvik. Był to jego jedyny start na mistrzostwach świata w narciarstwie klasycznym.
Pierwsze mistrzostwa Norwegii w skokach odbyły się w 1933, wobec czego Thams startował w konkursach kombinacji norweskiej, wygrywając skoki do kombinacji w latach 1924–1927. Był jednakże przeciętnym biegaczem i ostatecznie jego najlepszym wynikiem było 12. miejsce w 1924.
W latach 30. XX wieku zaczął brać udział w zawodach żeglarskich. Wziął udział w letnich igrzyskach olimpijskich w Berlinie w 1936, zdobywając srebrny medal w klasie 8mR. Jest drugim w historii sportowcem, który zdobył medale zarówno na letnich, jak i zimowych igrzyskach olimpijskich. Pierwszy był Amerykanin Edward Eagan.
Za swoje osiągnięcia w skokach narciarskich otrzymał medal Holmenkollen w 1926.

## Osiągnięcia w skokach narciarskich

### Igrzyska olimpijskie
| Miejsce | Dzień     | Rok  | Miejscowość  | Konkurs                         | Wynik      | Strata     | Zwycięzca    |
| ------- | --------- | ---- | ------------ | ------------------------------- | ---------- | ---------- | ------------ |
| 1.      | 4 lutego  | 1924 | Chamonix     | Skocznia normalna indywidualnie | 18.960 pkt | -          | -            |
| 28.     | 18 lutego | 1928 | Sankt Moritz | Skocznia normalna indywidualnie | 12.562 pkt | -6.646 pkt | Alf Andersen |

### Mistrzostwa świata
| Miejsce | Dzień    | Rok  | Miejscowość | Konkurs                         | Wynik     | Strata | Zwycięzca |
| ------- | -------- | ---- | ----------- | ------------------------------- | --------- | ------ | --------- |
| 1.      | 4 lutego | 1926 | Lahti       | Skocznia normalna indywidualnie | 18,98 pkt | -      | -         |

## Osiągnięcia w żeglarstwie

### Igrzyska olimpijskie
| Miejsce | Dzień       | Rok  | Miejscowość | Konkurs        | Wynik  | Strata | Zwycięzca |
| ------- | ----------- | ---- | ----------- | -------------- | ------ | ------ | --------- |
| 2.      | 12 sierpnia | 1936 | Berlin      | Mixed 8 metrów | 55 pkt | -2 pkt | Włochy    |